# Оксид осмію
Те́траокси́д о́смію — хімічна сполука, що має формулу OsO4. Ця сполука має дуже широке використання, незважаючи на малу поширеність та високу вартість Осмію. Вона має низку цікавих фізичних, хімічних та фізико-хімічних властивостей.

## Фізичні властивості

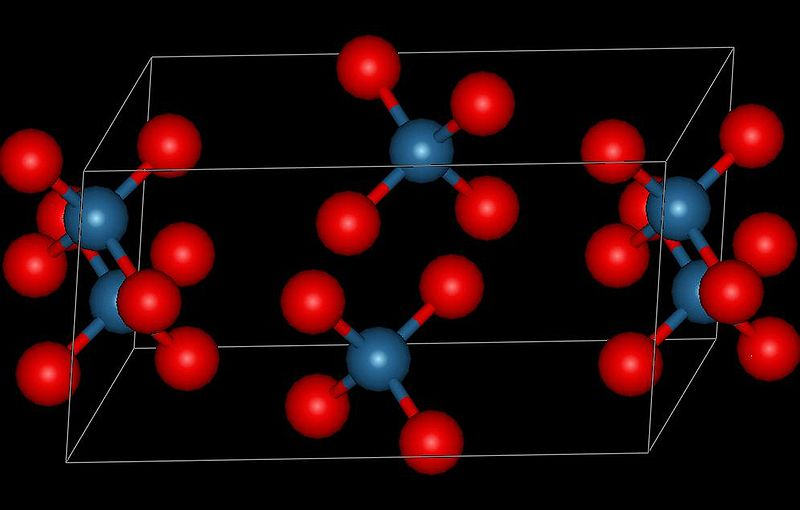
Кристалічна структура OsO_{4}

Тетраоксид Осмію — блідо-жовта кристалічна легкоплавка та летка речовина, що має (моноклінну кристалічну сингонію) з характерним неприємним запахом, що нагадує хлор та озон. Фактично назва елементу «Осмій» походить від osme, грецькою це означає запах. OsO4 є летким навіть за кімнатної температури. Він дуже добре розчиняється у багатьох органічних розчинниках, а також помірно розчинний у воді із якою оборотно реагує, з утворенням Осмієвої кислоти (див. нижче). Чистий тетроксид осмію є безбарвним а його жовте забарвлення обумовлене домішками діоксиду Осмію (OsO2).Також оксид осмію(VIII) існує у вигляді чорного порошку, однак ці дані не мають беззаперечного підтвердження. Молекула тетроксиду Осмію тетраедрична та неполярна. Саме ця властивість обумовлює здатність OsO4 проникати крізь клітинні мембрани. Наприклад, OsO4 у 518 разів більш розчинний у тетрахлорметані CCl4, ніж у воді.

## Структура та електронна конфігурація
Маючи d0 конфігурацію, Os(VIII) має здатність формувати тетраедричні комплекси із лігандами. Його тетраедрична структура подібна до структури перманганат — MnO4− та хромат-іонів CrO42−.
Елемент осмій в OsO4 має формальний ступінь окиснення +8, найвищу що можуть мати перехідні метали. Атом осмію має 8 валентних електронів, що обумовлює склад його комплексних сполук.

## Синтез
OsO4 повільно утворюється при реакції порошкового осмію з киснем O2 за 298 K. За 670 K реакція іде значно швидше.
Os + 2 O2 → OsO4

## Реакції

### Оксофториди
Осмій утворює чисельні оксофториди, що дуже чутливі до вологи.
Пурпурний cis-OsO2F4 утворюється при 77 K у безводному розчині HF при взаємодії тетроксиду осмію та дифториду криптону:
OsO4 + 2 KrF2 → cis-OsO2F4 + 2 Kr + O2
OsO4 також реагує з F2 з утворенням жовтого OsO3F2:
2 OsO4 + 2 F2 → 2 OsO3F2 + O2
OsO4 реагує з одним єквівалентом [Me4N]F за 298 K та 2 еквівалентами за 253 K:
OsO4 + [Me4N]F → [Me4N][OsO4F]: OsO4 + 2 [Me4N]F → [Me4N]2[cis-OsO4F2]

### Окислення алкенів
OsO4 каталізує утворення cis-гліколів в реакції алкенів з пероксидом водню в водному середовищі. Каталітична реакція описується схемою
R2C=CR2 + H2O2 → R2C(OH)-C(OH)R2.
Механізм цієї реакції полягає в тому, що OsVIIIO4 приєднується до алкенів з утворенням R2C=CR2 циклічних «естерів» R4C2O2OsVIO2, що гідролізують з утворенням віцинального діолу та вивільняють тетраоксид осмію (OsVI):
Основи Льюіса такі як четвертинні аміни та піридин підвищують швидкість реакції. Це «лігандне прискорення» обумовлене утворення аддукту OsO4L, який більш швидко приєднується до алкену. Якщо амін хіральний, процес дегідроксилювання може проходити енантіоселективно.
OsO4 використовується майже завжди у каталітичних властивостях зважаючи на його високу токсичність та вартість. Осмієвий каталізатор регенерується окисниками, наприклад такими як H2O2, N-Метілморфолін-N-оксид (NMO), та червона кров'яна сіль [[K3Fe(CN)6]]. Ці окисники самі по собі не взаємодіють із алкенами. Також в цій реакції застосовують як джерело тетраокиду осмію дигідрат Осмату(VI) калію(K2OsO4•2H2O) та гідрат хлориду осмію(III) (OsCl3•xH2O) що утворює оксид осмію (VIII) в присутності надлишку осисника.

### Інші реакції
OsO4 не реагує із більшістю вуглеводнів. Він розчиняється у водних розчинах лугів, утворюючи осмати OsO2(OH)2−
4. OsO4 є Кислота Льюїса, що при взаємодії з Основою Люїса, коли основою є амін, оксид осмію зазнає заміщення. Наприклад, з аміаком можна отримати нітро-оксид:
OsO4 + NH3 + KOH → K[Os(N)O3] + 2 H2O
Аніон [Os(N)O3]− є ізоструктурним та ізоелектронним до OsO4. Використання первинного аміну tert-BuNH2 приводить до утворення імідопохідного:
OsO4 + 4 Me3CNH2 → Os(NCMe3)4 + 4 H2O
OsO4 чудово розчиняється у трет-бутанолі та цей розчин легко відновлюється воднем до металічного осмію. Осмієва чернь використовується як каталізатор гідрогенування широкого спектра органічних речовин що мають кратний зв'язок.
OsO4 + 4 H2 (g) → Os (s) + 4 H2O
OsO4 зазнає «відновного карбонілювання» під дією монооксиду вуглецю в метанолі за 400 K та 200 бар тиску з отриманням трикутного кластера Os3(CO)12:
3 OsO4 + 24 CO → Os3(CO)12 + 12 CO2
В цій реакції Осмій змінює ступінь окислення на 8 ступенів, до 0.

## Використання

### Органічний синтез
В органічному синтезі OsO4 широко використовується для окислення алкенів у віцинальні діоли. Див. реакцію та механізм вище.
Тетраоксид Осмію також використовують у каталітичних властивостях для отримання віцинальних аміноспиртів.
Разом із періодатом натрію, OsO4 використовується для окиснювального розщеплення алканів (окиснення Lemieux-Johnson) де періодат служить для розщеплення діолу що утворився шляхом дигідроксилювання, та окиснення OsO3 знов до OsO4. Ця реакція еквівалентна озонолізу. Вона використовується для синтезу ізостевіолу.

### Використання у біології
OsO4 широко використовується як фарбуючий агент у трансмісійній електронній мікроскопії (TEM) для надання контрасту. Як барвник ліпідів, він також застосовується у скануючій електронній мікроскопії (SEM). Він вводить метал безпосередньо у мембрани кліток, створюючи високу електронну емісію без потреби покривати весь зразок металом. У фарбуванні мембран, тетраоксид осмію зв'язує фосфоліпіди, що створює контраст з оточенням протоплазмаою (цитоплазмою). Також тетраоксид осмію використовується для фіксації об'єктів у з'єднанні з HgCl2. Він швидко знищує фізіологічні процеси у зразках, таких як протозоа. OsO4 стабілізує велику кількість протеїнів шляхом перетворення їх у гель при цьому не змінюючи їх структурних особливостей. Тканини, що стабілізовані OsO4 не коагулюють під дією алкоголю. Тетраоксид осмію також використовується як барвник ліпідів у оптичній мікроскопії. OsO4 а також забарвлює рогівку людини (див. Безпека).

### Фарбування полімерів
Він також вікористовується для кополімерів. Наприклад, стірен-бутадієновий блок-кополімер має центральний полібутадієновий ланцюг із полістіреновими кінцевими групами. Якщо цей кополімер обробити OsO4, бутадієнова матриця переважно з ним взаємодіє. Присутність важкого металу дозволяє легко знайти локалізацію цих груп за допомогою трансмісійної електронної мікроскопії.

### Осмет
OsO4 може бути збережений в формі кристалічної золотистої речовини. Осмет це комплекс OsO4 з гексаміном. Він не розточує отруйну пару, та OsO4 може бути з нього легко виділений. Осмет розчинний у тетрагідрофурані (THF) та водному буфері для отримання (0.25 %) робочого розчину OsO4.

### Концентрування осмієвої руди
OsO4 є проміжним продуктом переробки осмієвої руди. Осмієві мінерали реагують з Na2O2 при прожарюванні утворюючи [OsO4(OH)2]2− які реагують потім з хлором (Cl2), утворюючи OsO4. Оксид розчиняють у спиртовому NaOH та отримують [OsO2(OH)4]2−, що реагують із NH4Cl, та дають OsO2Cl2(NH4)4. Його прожарюють у атмосфері водню (H2) та отримують металевий осмій (Os).

### Аддукти з фулеренами
OsO4 дозволяє підтвердити модель будови фулерену, С60. Аддукт, що утворюється із похідним OsO4, це C60(OsO4)(4-терт-бутилпіридин)2. Цей аддукт порушує сіметрію фулерену, дозволяючи кристалізувати сполуку та встановити будову C60 за допомогою ренттгенографії.

## Безпека
OsO4 є високотоксичним, навіть за низької експозиції, поводження з ним вимагає суворого дотримання правил хімічної безпеки. Вдихання кількостей, що можна помітити за запахом може стати причиною виникнення набряку легенів, та за великої експозиції — смерть. Симптоми розвиваються протягом декількох годин після вдихання.
OsO4 також вражає рогівку ока, однак за умов обережної роботи випадки виникнення сліпоти не спостерігалися. Дозволена концентрація (8 годин робочого часу) — 2 мкг/м3 (в розвинених країнах). Тетраоксид осмію проникає крізь пластик, тому його треба зберігати у склі на холоді чи у запаяних скляних ампулах.
Тетраоксид осмію може бути зруйнований вибухом